# Ifeoma Dennis
Ifeoma Juliet Dennis (21 de abril de 1994) es una deportista nigeriana que compite en taekwondo. Ganó una medalla de bronce en los Juegos Panafricanos de 2015 en la categoría de –67 kg.

## Palmarés internacional
| Juegos Panafricanos | Juegos Panafricanos               | Juegos Panafricanos | Juegos Panafricanos |
| Año                 | Lugar                             | Medalla             | Categoría           |
| ------------------- | --------------------------------- | ------------------- | ------------------- |
| 2015                | Brazzaville (República del Congo) | Medalla de bronce   | –67 kg              |